# ميقونة بينتية
ميقونة بينتية (الاسم العلمي:Mucuna bennettii) هي نوع من النباتات تتبع جنس الميقونة من الفصيلة البقولية.